# Hohe Bastei
Die Hohe Bastei war das zentrale Festungsbollwerk der ehemaligen Hohenzollernfestung Plassenburg ob Kulmbach in Oberfranken. Die Bastei diente zwischen etwa 1530 und 1806 der Verteidigung gegen Artillerieangriffe und galt zu ihrer Bauzeit als größtes einzelnes Bollwerk im Deutschen Reich.

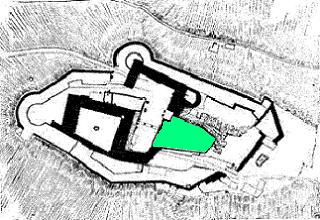
Grundriss der Plassenburg in Kulmbach von 1929. Die Hohe Bastei ist grün markiert.

## Religiöse, militärische und politische Hintergründe zum Bau der erstenHohen Bastei
Markgraf Georg der Fromme von Brandenburg-Ansbach und Brandenburg-Kulmbach begann während seiner Herrschaft 1515 bis 1543 mit dem Ausbau der Plassenburg zur Landesfestung. Die bisherige mittelalterliche Burganlage wurde mit Rondellen und Basteien aus Sandstein verstärkt. Es entstand die Niederburg mit damals modernen Verteidigungswerken. Der östlich der Plassenburg ansteigende Buchberg wurde durch die seit dem 15. Jahrhundert immer größer und effektiver werdenden Kanonen zu einem Problem für die Festung.

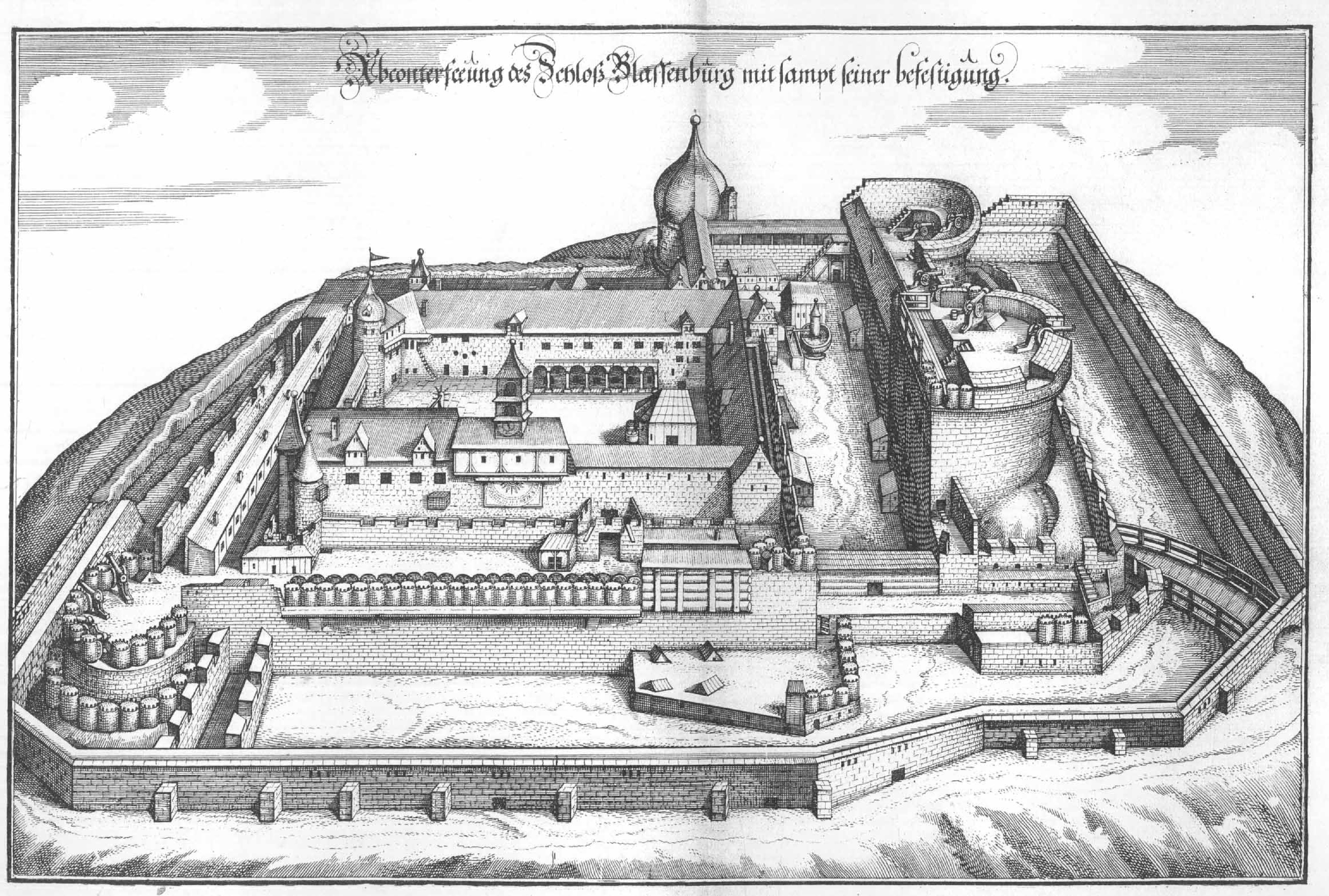
Die Darstellung der Plassenburg von Matthäus Merian in der Topographia Franconiae von 1648 zeigt rechts die Hohe Bastei und dahinter die kleine Bastei im Zustand von 1553

Im Zentrum der Ostmauer der Burg wurde daher die Hohe Bastei als Kugelfang zum Schutz der Hochburg und als wichtigste Artilleriestellung erbaut. Als gerade Flanken traten bis zu sieben Meter dicke Mauern aus der Kurtine ostwärts aus, die durch ein Halbrund verbunden waren. Stirnseitig soll die Sandsteinmauer nach den Angaben des Augsburger Künstlers de Necker, der 1554 in einem Holzschnitt das Aussehen der Burg und der Bastei festhielt, umgerechnet zehn Meter stark gewesen sein.
Die Abbildungen dieser Bastei auf Zeichnungen des 16. Jahrhunderts und ein Grundriss- oder Bauplan von 1530 weisen große Ähnlichkeiten mit den Vorschlägen Albrecht Dürers zum Basteibau in seiner Befestigungslehre von 1527 auf. Dürer hatte sich intensiv mit Festungsbau beschäftigt und infolge des Bauernkrieges und der immer bedrohlicheren Türkengefahr ein Lehrbuch mit zahlreichen Zeichnungen und Plänen dazu veröffentlicht.
Ein zeitgenössischer Holzschnitt von Hans Glaser aus Nürnberg zeigt das brennende Kulmbach am 23. November 1553. Deutlich ist die Hohe Bastei als nach Osten vorgeschobener massiver Klotz aus Stein zu erkennen. Dieses Bollwerk wurde um mehrere gewachsene Sandsteinfelsen herum aufgebaut, die noch heute an der Süd- und der Westseite die Mauern durchbrechen. Nach de Necker sei ein „quellender Prunn“ unter der Bastei vorhanden. Tatsächlich ist noch heute am Nordrand des Gebäudes eine durch eine Granitplatte verschlossene Öffnung in ein Zisternensystem erhalten, das sich offenbar durch Sickerwasser oder wasserführende Schichten im Sandstein aus Richtung Buchberg selbständig speist.
Die Arbeiten unter Georg dem Frommen stehen in unmittelbarem Zusammenhang mit dessen Übertritt zum lutherischen Bekenntnis. Wohl wissend, dass Glaubensfragen oft mit Gewalt gelöst werden sollten, wie die Hussitenkriege zeigten, schien ihm wohl der Bau von wenigsten zwei Festungen zum Schutze seiner Fürstentümer sinnvoll. Eine starke und moderne Landesverteidigung musste daher ein zentraler Punkt seiner Politik sein. Die Arbeiten waren wohl im Jahr 1541 zum Zeitpunkt der Übergabe der Regierungsgewalt an Albrecht Bellator, später genannt Alcibiades, weit vorangeschritten.
Noch viel mehr als sein Onkel Georg musste Albrecht auf eine starke Landesverteidigung setzen. Schon Anfang 1552 versetzte er die Plassenburg in einen zur Verteidigung bereiten Zustand. Seit November 1553 wurde die Plassenburg belagert und musste schließlich nach mehreren Niederlagen des Markgrafen in Feldschlachten an die bundesständischen Truppen übergeben werden. Ein detailliertes Modell im Hohenzollernmuseum auf der Burg zeigt den Ausbau der Bastei unter Albrecht Alcibiades.
Die Bundesständischen nutzten die Burg nach der Übergabe im Juni 1554 noch etwa vier Monate als Feldlager und schleiften sie dann mit „kunstvollen Nürnberger Maschinen“, so genannten „Danner’schen Brechschrauben“, die die bis zu fünf Meter dicke Mauern zum Einsturz brachten. Ein zeitgenössischer Plan einer solchen Brechschraube ist im Landschaftsmuseum Obermain ausgestellt. Auch die Hohe Bastei wurde damit wohl weitgehend zerstört. Erst nach 1603 kam es zum Wiederaufbau unter Markgraf Christian.

## Fertigstellung derHohen Bastei1607 unter Markgraf Christian
Nach dem plötzlichen Tod des sich in der Reichsacht befindlichen Albrecht Alcibiades 1557 zu Pforzheim erbte dessen in Ansbach regierender Vetter Georg Friedrich das Oberland mit der Plassenburg. Am 6. Januar 1562 trat Caspar Vischer seine Stelle als pawmaister auf der Plassenburg an. Von ihm ist der so genannte „Bastions-Plan“ von 1562 im Staatsarchiv Bamberg erhalten. Der Plan zeigt deutlich die Hohe Bastei im Zentrum der östlichen Verteidigungswerke. Der frühere Lidwachturm, ein wohl unter Albrecht Alcibiades errichtetes Rondell im Nordosten der Burg, erscheint hier erstmals als Kleine Bastei im Plan nördlich der Hohen Bastei. Er wird im Zuge der Baumaßnahmen der folgenden Jahre als Kleine Bastei um- und ausgebaut. Die kleine Bastei wurde noch von Vischer ab 1568 über einem großen Kellergewölbe errichtet, das als Vorrats und Lagerraum für die Niederburg diente.
Zu einem wesentlichen Teil gibt dieser Plan die Festung vor, wie sie zwischen 1562 und 1608 tatsächlich entstanden ist. Nur wenige Planungen wurden nicht oder in anderer Weise ausgeführt. Anstelle der einfachen Mauer im Osten wurde die massive „Lange Batterie“ samt Streichwehr und Vorwerken den beiden Basteien vorgelagert.
Zwischen Hoher und Kleiner Bastei spannte sich eine steil ansteigende Kurtine, die mit einer Treppe und wahrscheinlich auch über Rampen die direkte Verbindung beider Basteien ermöglichte. Zwei oder drei Absätze auf dieser Kurtine dienten der Aufstellung von Geschützen. Die Hohe Bastei selbst wurde unter Vischer nicht mehr fertiggestellt. Nach seinem Tod 1579 gingen die Bauarbeiten weiter, die noch etwa dreißig Jahre dauerten.
Nach dem Tod Markgraf Georg Friedrichs 1603 folgte ihm sein Neffe Christian von Brandenburg-Kulmbach nach. Christian hielt noch seine Amtseinführung und Hochzeit in Kulmbach ab und verlegte dann die Residenz des Fürstentums schon 1604 nach Bayreuth und seinen Wohnsitz ins dortige Stadtschloss.
Christian wandte nach eigenen Angaben noch einmal 70.000 Gulden auf, um endlich die seit damals auch „Christianin“ genannte Hohe Bastei wiederherzustellen. Die Hohe Bastei erhielt das Aussehen, das sie vor 1554 gehabt hatte. Doch durch die ihr beigegebene Kleine Bastei, die südliche Kurtine und die beiden Mauerriegel Richtung Buchberg erschien sie jetzt nicht mehr als einsamer, der Burg nach Osten vorgelagerter Turm. Sie war ideal in das Festungswerk der Burg integriert. Albrecht von Haberland beendete als Baumeister zwischen 1606 und 1608 die Wiedererrichtung dieses größten Bollwerks der Plassenburg.
Während die im Hohenzollernmuseum auf der Plassenburg ausgestellten Holzschnitte von de Necker aus dem Jahr 1554 die Bastei noch oben offen zeigen, schloss man sie nun mit Gewölben. Dadurch entstand eine wesentlich größere Geschützplattform. Die Mauerstärke betrug im Osten etwa zwölf Meter, zusammen mit dem ummauerten Fels in der Basis war sie tatsächlich wohl stärker. Die beiden Flanken wurden etwa sieben bis acht Meter stark ausgeführt. In der Höhe überragte die Bastei zumindest die Dachfirste der Hochburg, nach einigen Berichten und Abbildungen aus dem 18. Jahrhundert sogar den Uhr- und Glockenturm. Sie war also wohl etwa 25 Meter höher als ihr heute stehender Stumpf.
Auch die Westseite wurde massiv aufgezogen und mit Schießscharten versehen, die Bastei konnte sich also autark nach allen Richtungen verteidigen, sie bildete das Zentrum der Verteidigung der Plassenburg und bedeute zugleich durch ihre enorme Größe eine wirkungsvolle Abschreckung. Mit diesem Bollwerk war der Ausbau der Plassenburg zur Landesfestung des Markgrafentums Brandenburg-Kulmbach vollendet.

## Zum Bauschmuck der Bastei von 1607

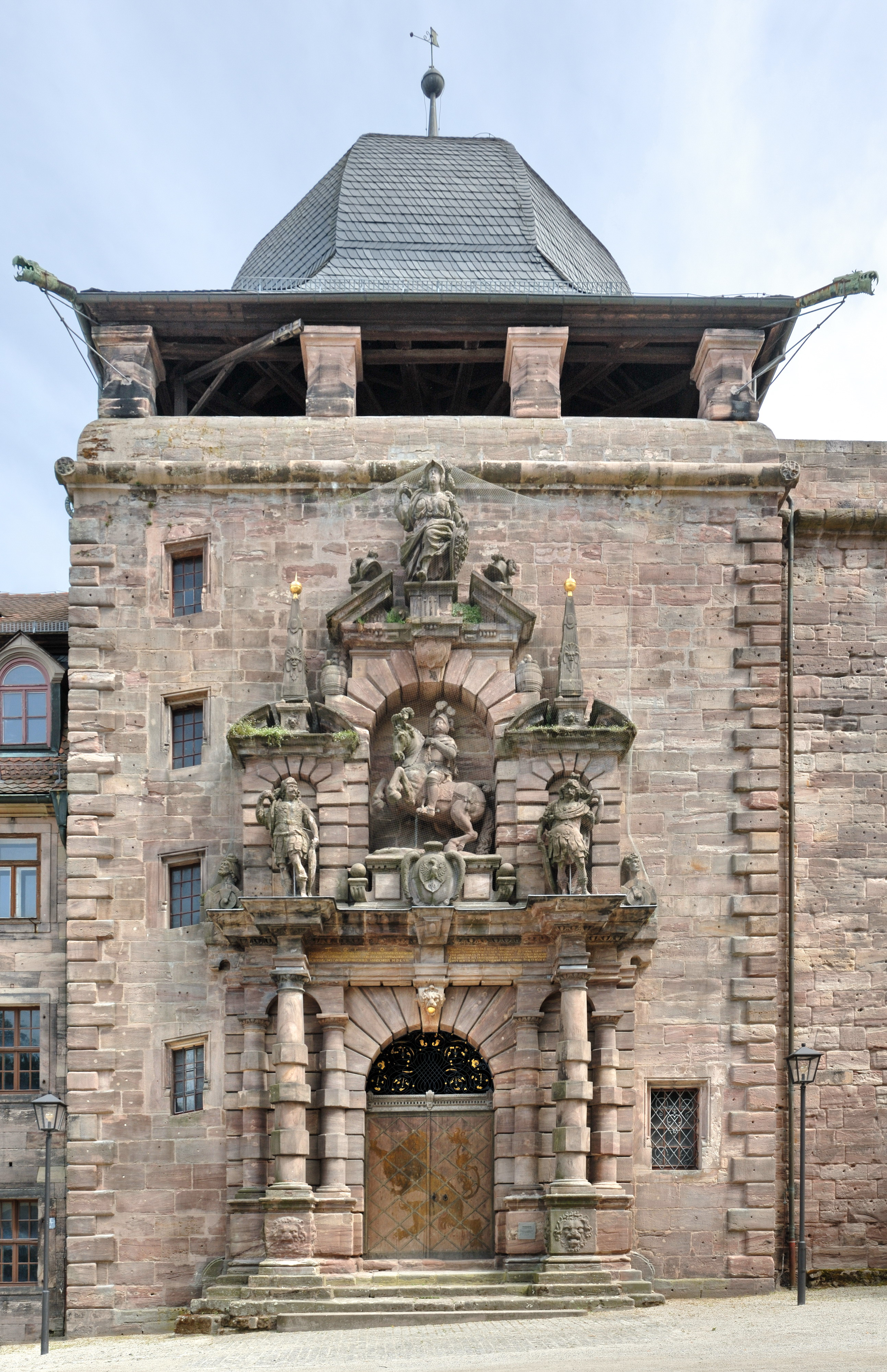
Der Christiansturm mit dem Christiansportal im Kasernenhof der Plassenburg dient als Aufgang zur Hohen Bastei und wurde 1607 fertiggestellt.

Als herrschaftliches Zeichen und künstlerischen Abschluss der Bauarbeiten ließ der Markgraf 1607 den nach ihm benannten Christiansturm errichten, der im Nordwesten der Hohen Bastei vorgelagert war und ein Prunkportal in manieristischen Formen erhielt. Das großartige Portal schuf der Bildhauer Hans Werner.
Vier breite Stufen führen zu dem zweistöckigen Portal. Im Zentrum des Gesamtkunstwerks ist der Markgraf in Reiterrüstung auf einem nach rechts steigenden Pferd dargestellt. Er wird flankiert von zwei Kriegern in antik anmutender Kleidung. Über dem Markgrafen steht die Göttin Minerva in einem gesprengten Giebel, umgeben von kriegerischen Attributen. Das hölzerne Tor schmückt ein gemalter, hinter Gittern steigender Löwe, eine Darstellung des Burggrafenlöwen von Nürnberg.
Im Scheitelschlussstein des Torbogens blickt ein aus Sandstein gefertigter Löwenkopf nach unten. In seinem geöffneten Maul halten die vier Eckzähne eine goldene Kugel, deren Volumen einer alten Sage nach dem jährlichen Goldertrag aus den markgräflichen Goldminen im Fichtelgebirge entsprechen soll. Im Zentrum des Portals, über dem Löwenkopf und direkt unter der Reiterstatue des Markgrafen, ist in einer ovalen Kartusche als Hoheitszeichen ein Wappenschild mit dem Brandenburger Adler angebracht.
Wenn man das mit einem überlebensgroßen Nürnberger Burggrafenlöwen bemalte Tor durchschritten hat, steht man in einem etwa quadratischen Raum von mehr als 15 Metern Höhe, von dem nach links eine Tür zu einer engen Wendeltreppe führt. Parallelogrammartige Fenster lassen Licht in den Wendeltreppenaufgang und den schachtartigen hohen Raum, dessen Funktion noch ungeklärt ist.
Das Prunkportal ist einzig und allein ein Blendwerk zur Verherrlichung des Erbauers, der hier einen geeigneten Platz fand, um sich als Bauherr auf dieser Festung verewigen und sich künstlerisch feiern zu lassen. Im Architrav des Prunktores gibt eine Doppelinschrift die Intention des Fürsten wieder. Die linke Inschrift ist lateinisch, die rechte ist deutsch und lautet:
„Markgraf Christian der edle Held / Herzog von Preußen hocherwehlt /
Burggraf zu Nurnberg hat aufs new / Aufgericht dis schön Gebew /
Und angefangen in dem Jahr / Als von den löblichen Stenden war /
Zum Obristen des Frankenkreiss / Erwehlt mit besonderem Preiss /
Behut den edlen Fursten vor Noht / Und dis Portall o trever Gott/“
Auch an der Ostseite der Bastei ließ sich Christian künstlerisch abbilden. Am Scheitelpunkt der heute ummauerten Rundung, prangte einst eine große, ovale, steinerne Wappentafel mit einer leider nicht überlieferten Inschrift. Darüber war der Markgraf als Sandsteinfigur in antiker Kleidung als Kriegsgott Mars aufgestellt. Er wurde von zwei Obelisken flankiert. Diese Statue dürfte ebenfalls ein Werk Hans Werners sein. Russische Kriegsgefangene bargen diese Figur während des Ersten Weltkrieges aus den Trümmern der Bastei und stellten sie auf dem Westrondell auf, wo sie heute noch zu sehen ist. Das steinerne Wappen Markgraf Christians, die Obelisken und die Tafel mit der Inschrift dürften heute noch im Schutthaufen zwischen Hoher Bastei und Langer Batterie verborgen liegen.

## Zerstörung der Hohen Bastei im 19. Jahrhundert
Im Winter 1806/07 wurde die Hohe Bastei im Rahmen von umfangreichen Demolierarbeiten in ihren wesentlichen Teilen auf Befehl Napoleons geschleift. Verantwortlich für diese Arbeiten war zunächst der bayerische Generalleutnant von Ysenburg, nachdem sich König Maximilian I. von Bayern und Napoleon Bonaparte auf eine Zerstörung geeinigt hatten.
Die bayerische Armee rückte nach Sachsen und Preußen weiter, man ließ zum Jahresende einen Hauptmann von Pusch mit etwa 40 Soldaten zurück, der die weitere Zerstörung überwachen sollte.
Dabei wurden die ihr nach Osten vorliegenden Befestigungsteile sowie die benachbarte Kleine Bastei zerstört, die oberste Kampfplattform der Hohen Bastei abgebrochen und die großen Gewölbe eingeschlagen. Zu diesen Arbeiten wurden Bergleute aus dem heutigen Bad Steben, die Erfahrung mit Sprengungen und Steinmassen hatten, nach Kulmbach geholt. Zusammen mit hunderten von Bauern, Fronarbeitern und Tagelöhnern – nach Zeitgenossen mehr als 1000 Mann – wurden monatelang die Festungswerke niedergerissen, während die Residenz im Hochschloss weitgehend unangetastet blieb. Die Kosten für die Demolierung lagen bei 13.500 Gulden.
Die größten Zerstörungen hat es an der Hohen Bastei gegeben, als sie 1862 für den Bau eines Zellengefängnisses für das Zuchthaus Plassenburg präpariert wurde. Die oberen Gewölbe wurden abgebrochen, die Außenwände mit vorgesetzten Mauern stabilisiert und auf dem verbleibenden Stumpf wurde eine plane Ebene geschaffen, die das neue Zellengefängnis und die Mauern des Gefängnishofes tragen sollte.

## Der heutige Zustand der Hohen Bastei

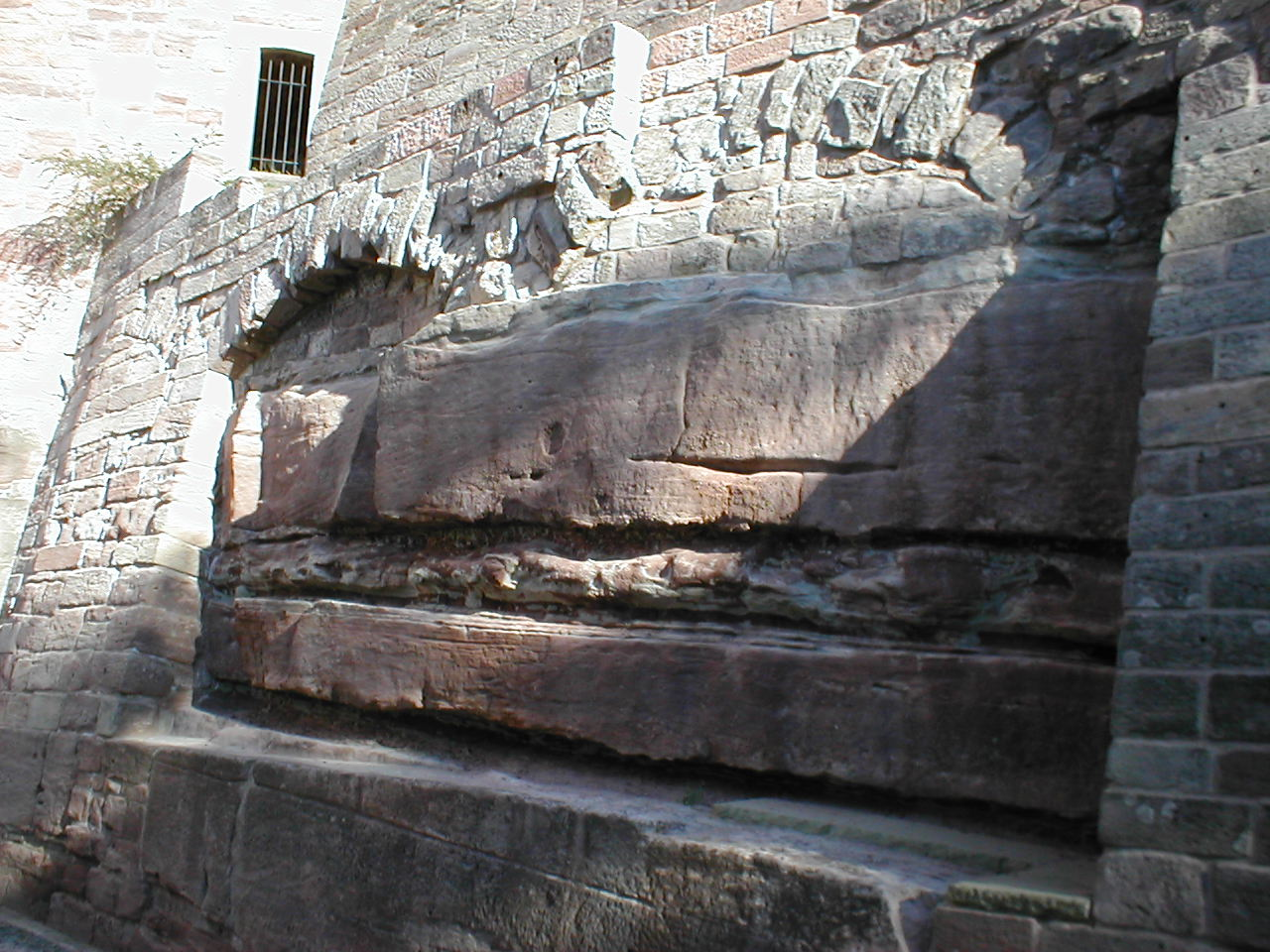
Die Südflanke der Hohen Bastei zeigt deutlich, wie der bestehende, gewachsene Fels in die Strukturen der Bastei eingegliedert wurde.

Die Hohe Bastei ist heute nur noch als Stumpf erhalten. Entgegen der ursprünglich gerundeten Stirnseite, wurde sie wohl aus Stabilisierungsgründen im 19. Jahrhundert durch im stumpfen Winkel zueinander stehende Stützmauern im Osten erweitert, die dem Bauwerk heute ein bastionsähnliches Aussehen verleihen. Im Osten und Norden reichen Geröll- und Schutthaufen bis in zwölf Meter Höhe und verbergen hier die Basis der Bastei. 
Auf der Bastei wurde im 19. Jh. ein Zellengefängnis für das Zuchthaus auf der Plassenburg errichtet, das auf Betreiben von Hitlers oberstem Bauherrn Fritz Todt Ende der 30er Jahre abgerissen wurde. Die Bastei wird seither oben von einer teilweise betonierten Plattform mit zahlreichen großen und kleinen Löchern abgeschlossen, die nur im westlichen Teil im Rahmen einer Außenführung der Bayerischen Schlösserverwaltung besichtigt werden kann.

## Die Zugänge ins Innere der Bastei
Vier Zugänge ins Innere sind zwar vorhanden, keiner von ihnen ist allerdings benutzbar. Auf der Nordseite führt eine nicht benutzbare, baufällige Ziegeltreppe in etwa fünf Metern Höhe zu einem gewölbten Versorgungs- und Treppenstollen, der hinauf zur Plattform der Bastei führt. Ein zweiter Zugang wäre vom Inneren des Arsenalgebäudes aus möglich. Dessen östlichster Teil wurde erst 1940 bis 1942 anstelle einer ehemals vorhandenen Kurtine errichtet. Ein Treppenaufgang führt im Inneren der Mauern auf das Buchwaldtor und von dort weiter in die Hohe Bastei, ist aber nach etwa 30 Metern mit großen Sandsteinblöcken vermauert. Er führte ehemals in die großen, unteren Westgewölbe der Bastei. Ein dritter Zugang war ehemals über den Christiansturm möglich, über dessen Treppe heute noch die Plattform erreichbar ist. Eine eiserne Tür versperrt in einem Loch auf der Plattform den Zugang zum oberen Treppen- und Versorgungsstollen. Das Areal ist nicht sicher und darf nicht betreten werden. Der vierte ehemalige Zugang war bis 1937 über eine Brücke, die den Kasernenhof überspannte, von der Hochburg aus erreichbar. Heute ist der Zugang an der Westseite der Bastei vermauert.

## Bildquellen und Originalpläne
- Ansicht der Festung Plassenburg von Osten, bunte Federzeichnung auf Pappe, nach 1650, Staatsarchiv Bamberg, Rep. A 241, Nr. 3145/I
- David de Necker: Grundtlich Fundament vnd aigentliche gestallt des sehr festen hauses vnd weitberüembten festhung Blassenburg/auf dem gebürg Im Voyttlandt gelegen / Wie dasselbig mit allen seinen Mauern / Pasteyen / Pollwerckern / Thüren / gebewen vnd anderer gelegenhayt … gestanden … hernach dem Kunig Ferdinando vbergeben und letstlich von den Fränckischen Einigungß verwantten stenden zerstöret etc., Ansichten der Plassenburg, drei kolorierte Holzschnitte von 1554, Druck in Augsburg 1554, Originale im „Landschaftsmuseum Obermain“ und im Museum „Die Hohenzollern in Franken“, (G-30-Plan)
- Hans Glaser: Das Schloß Blassenburg, sampt der verbrenten stat Kulmbach. Welche Markgraf Albrecht Kriegsvolck im abzug selbst anzündet haben mit aller gelegenhait, Nürnberg 1554, Stadtarchiv Kulmbach.
- Matthäus Merian: Abconterefierung des Schloß Blassenburg mit sampt seiner Befestigung, Kupferstich aus Topographia Franconiae, um 1648
- Caspar Vischer: Plan zum Wiederaufbau der Plassenburg, Urentwurf von 1562–1564 aus dem Staatsarchiv Bamberg, StAB Rep. A 240, T. 200